# 할로윈 문서
할로윈 문서(Halloween documents)는 자유 소프트웨어, 오픈 소스 소프트웨어, 특히 리눅스와 관련된 잠재적 전략에 대한 일련의 마이크로소프트의 기밀 메모와 이러한 메모에 대한 일련의 미디어 응답으로 구성된다. 유출된 문서와 답변은 모두 1998년 오픈 소스 소프트웨어 옹호자 에릭 레이먼드에 의해 게시되었다.
문서 중 다수가 원래 서로 다른 해인 10월 31일에 유출되었기 때문에 이 문서는 할로윈과 관련이 있다.

## 개요
수석 부사장 짐 알친(Jim Allchin)이 수석 부사장 폴 마리츠(Paul Maritz)의 관심을 끌기 위해 요청하고 마이크로소프트 프로그램 관리자 비노드 발로필릴(Vinod Valloppillil)이 작성한 첫 번째 할로윈 문서는 1998년 10월 에릭 레이먼드에게 유출되었으며, 에릭 레이먼드는 즉시 자신의 웹에 주석이 달린 버전을 게시했다. 이 문서에는 특히 리눅스를 다루는 두 번째 각서에 대한 참조가 포함되어 있으며 마이크로소프트의 비노드 발로필릴과 조시 코헨이 작성한 해당 문서도 레이먼드가 입수하고 주석을 달고 출판했다. 마이크로소프트는 나중에 문서의 진위를 인정했다. "마이크로소프트 기밀"로 표시된 문서에서는 오픈 소스 소프트웨어, 특히 리눅스 운영 체제를 마이크로소프트의 소프트웨어 산업 지배에 대한 주요 위협으로 식별하고 마이크로소프트가 오픈 소스 소프트웨어의 발전을 방해하기 위해 사용할 수 있는 전술을 제안했다.
이들 문서는 리눅스와 같은 자유 소프트웨어 제품이 일부 마이크로소프트 제품과 기술적으로 경쟁력이 있다는 점을 인정하고 이에 맞서기 위한 전략을 설정했다. 이러한 견해는 해당 주제에 대한 마이크로소프트의 공개 발표와 모순된다.
두 개의 원본 문서가 공개된 이후 관련 주제에 대한 다른 마이크로소프트 메모도 유출되어 공개되었다.